# Dhami
Dhami (nep. घमी) – gaun wikas samiti w zachodniej części Nepalu w strefie Dhawalagiri w dystrykcie Mustang. Według nepalskiego spisu powszechnego z 2001 roku liczył on 178 gospodarstw domowych i 850 mieszkańców (426 kobiet i 424 mężczyzn).

Ghami
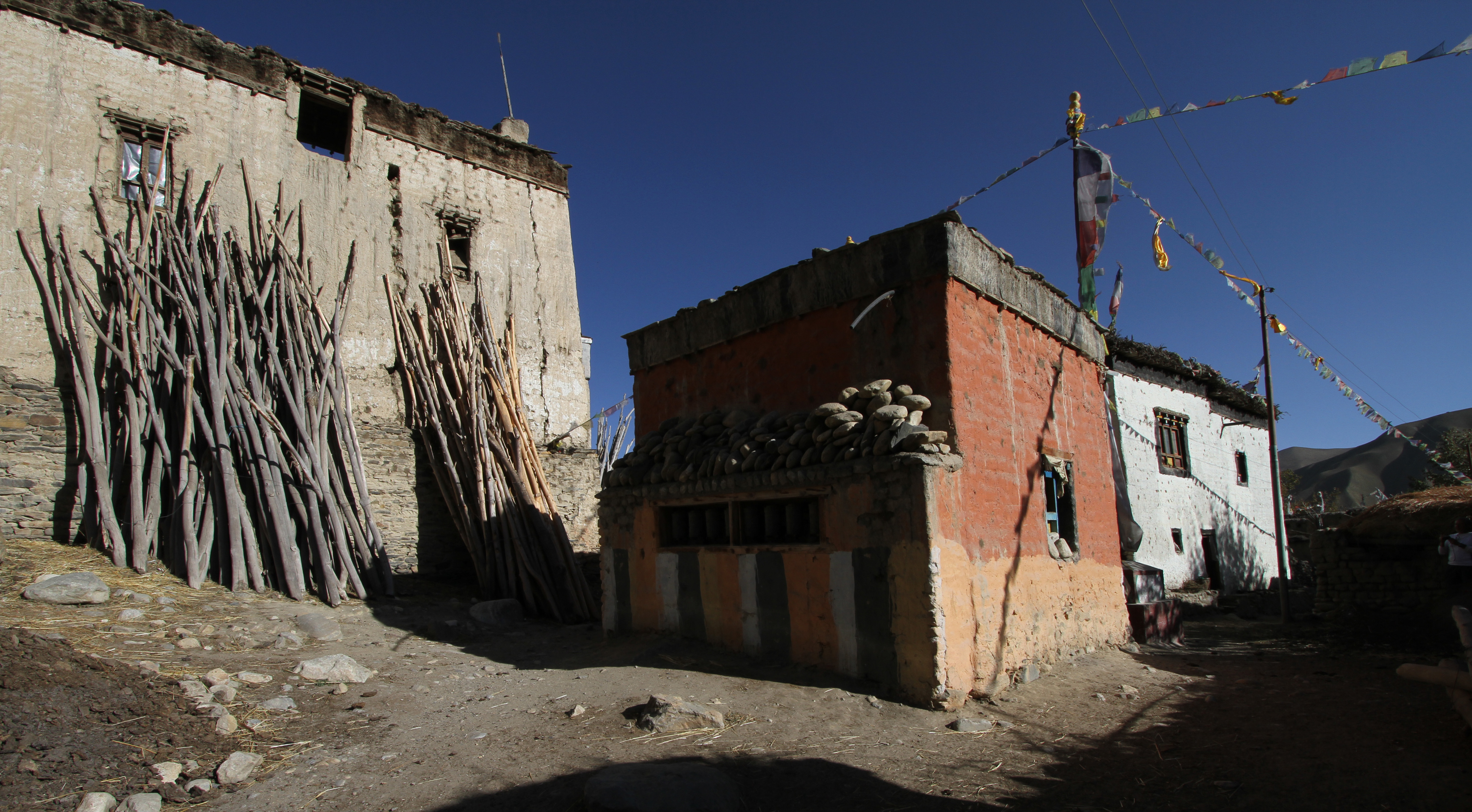
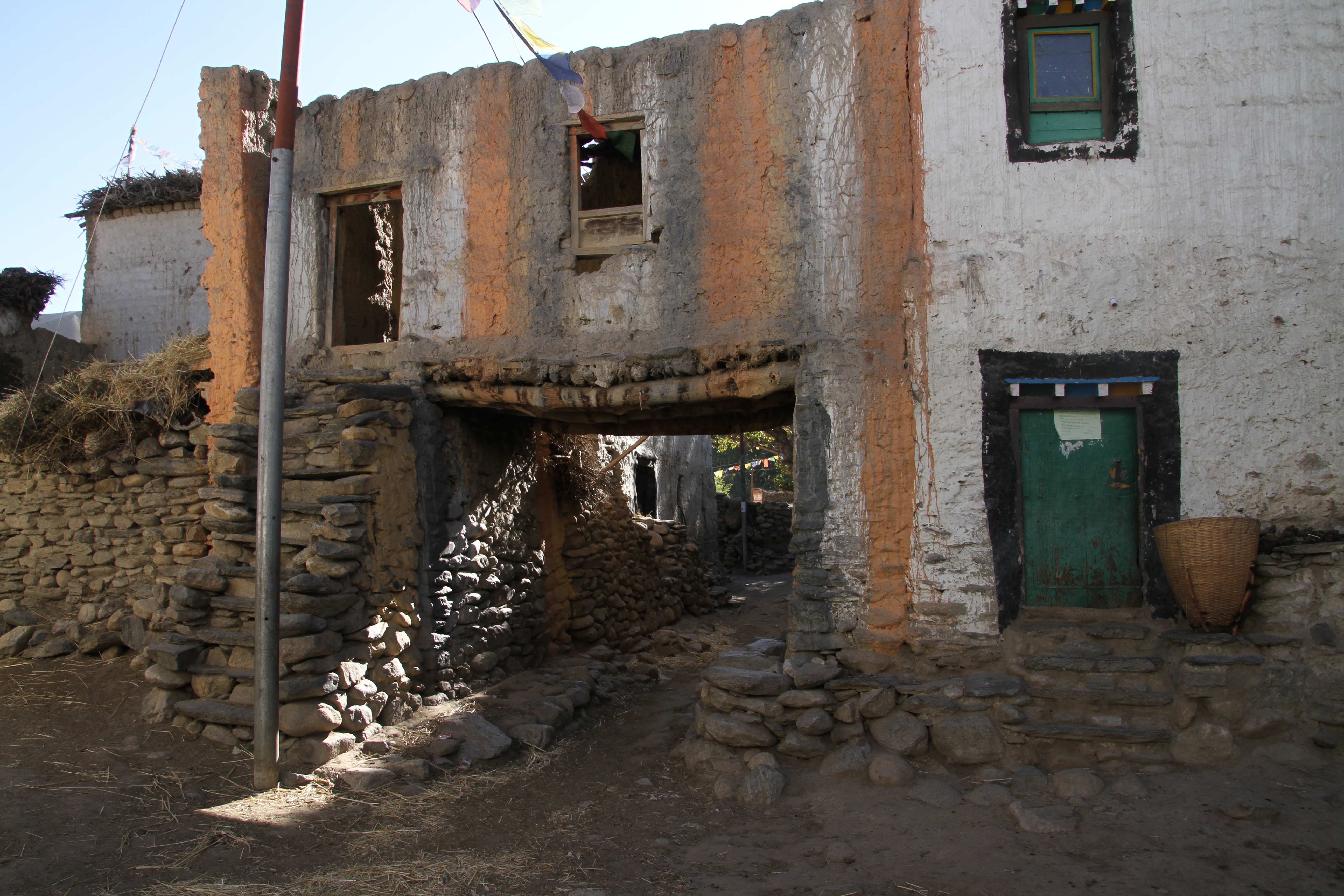
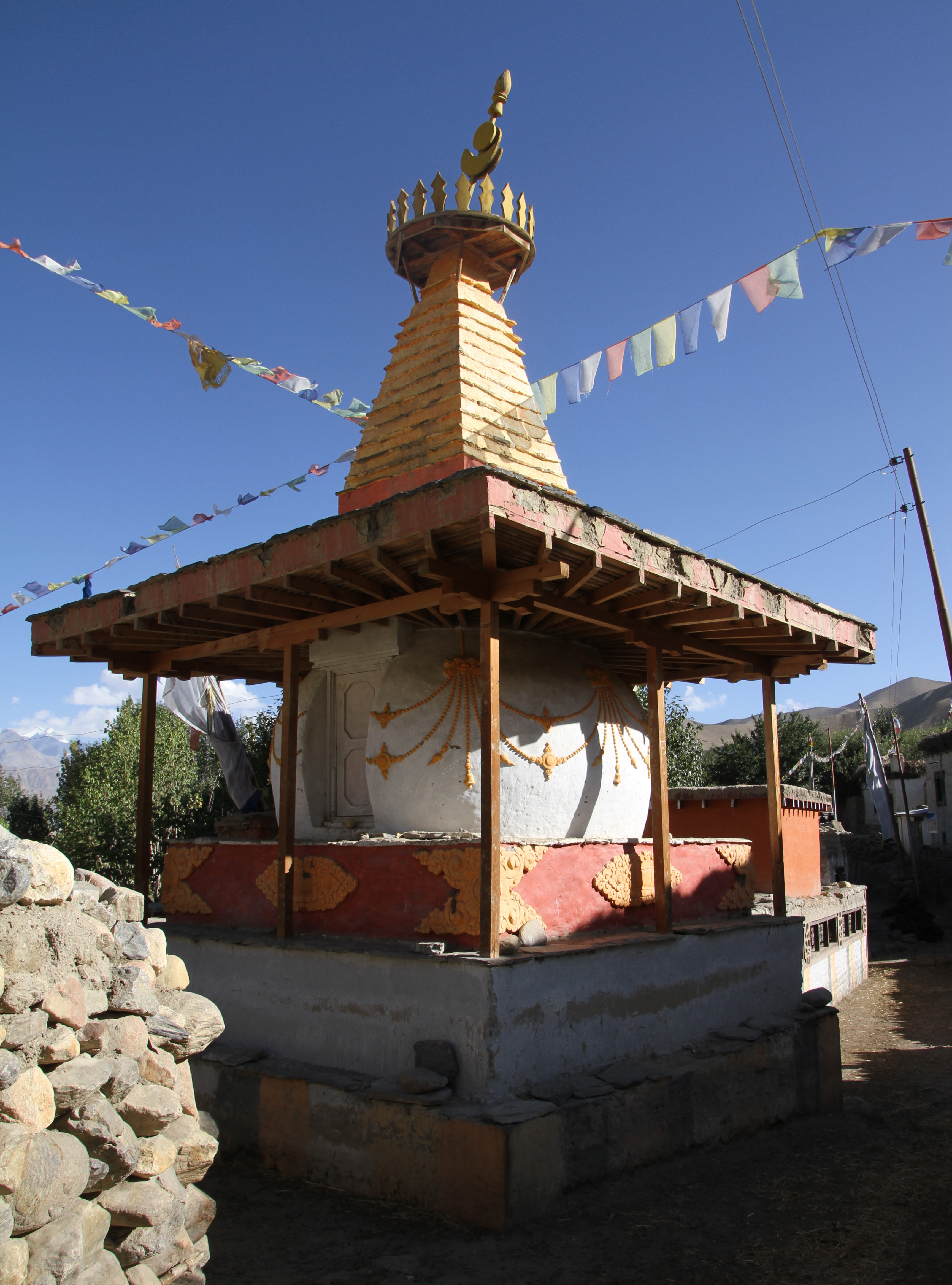
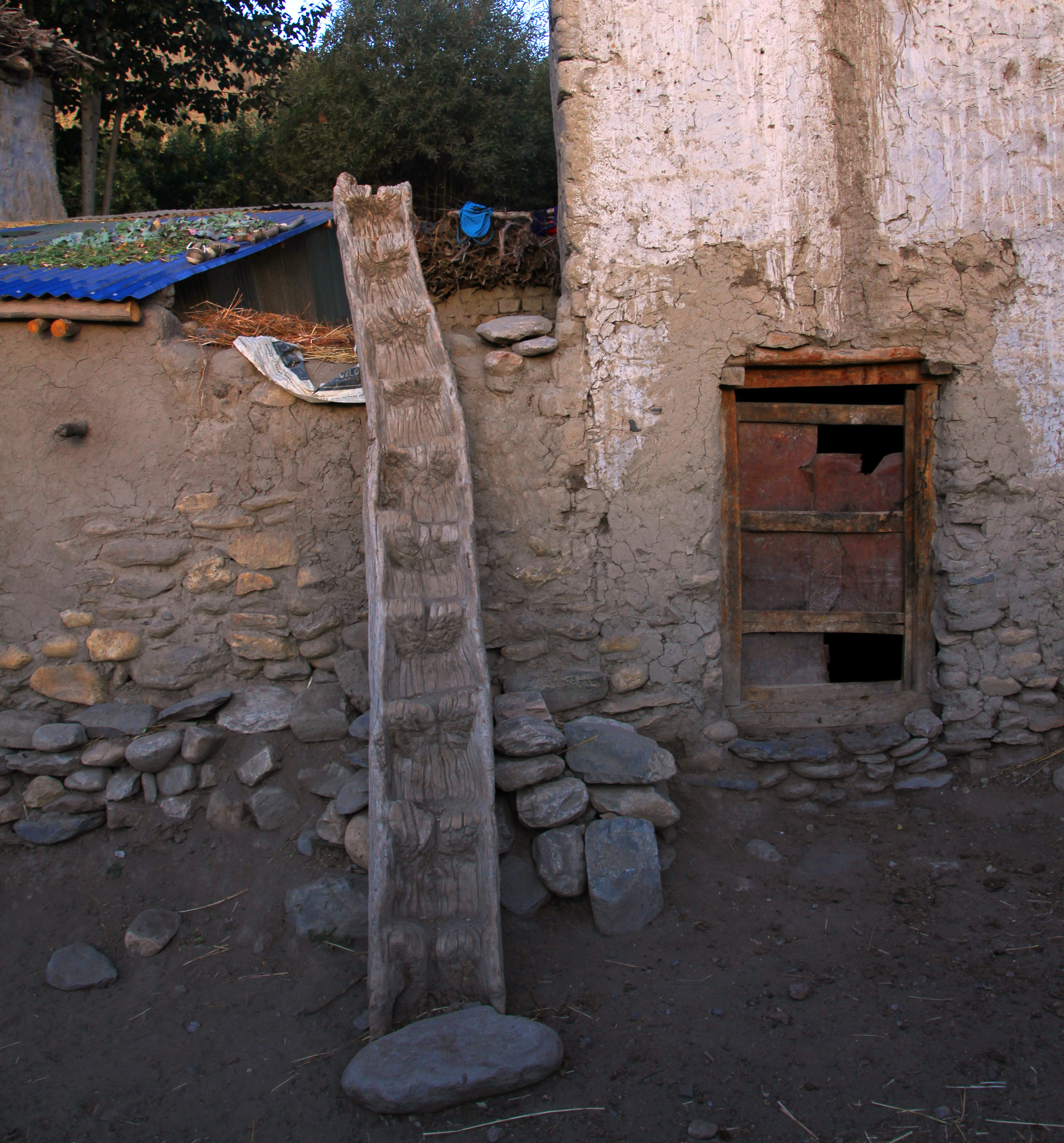
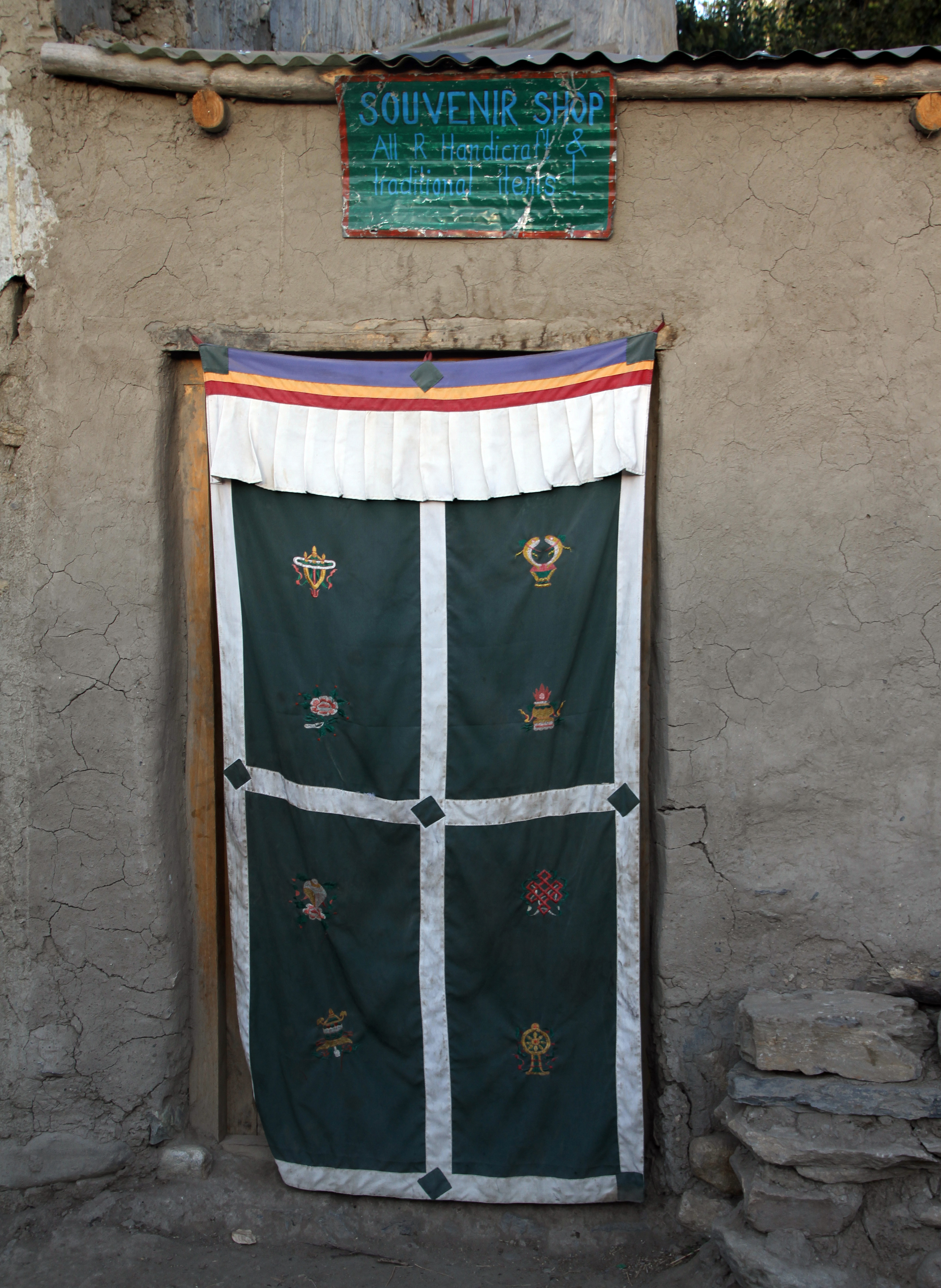
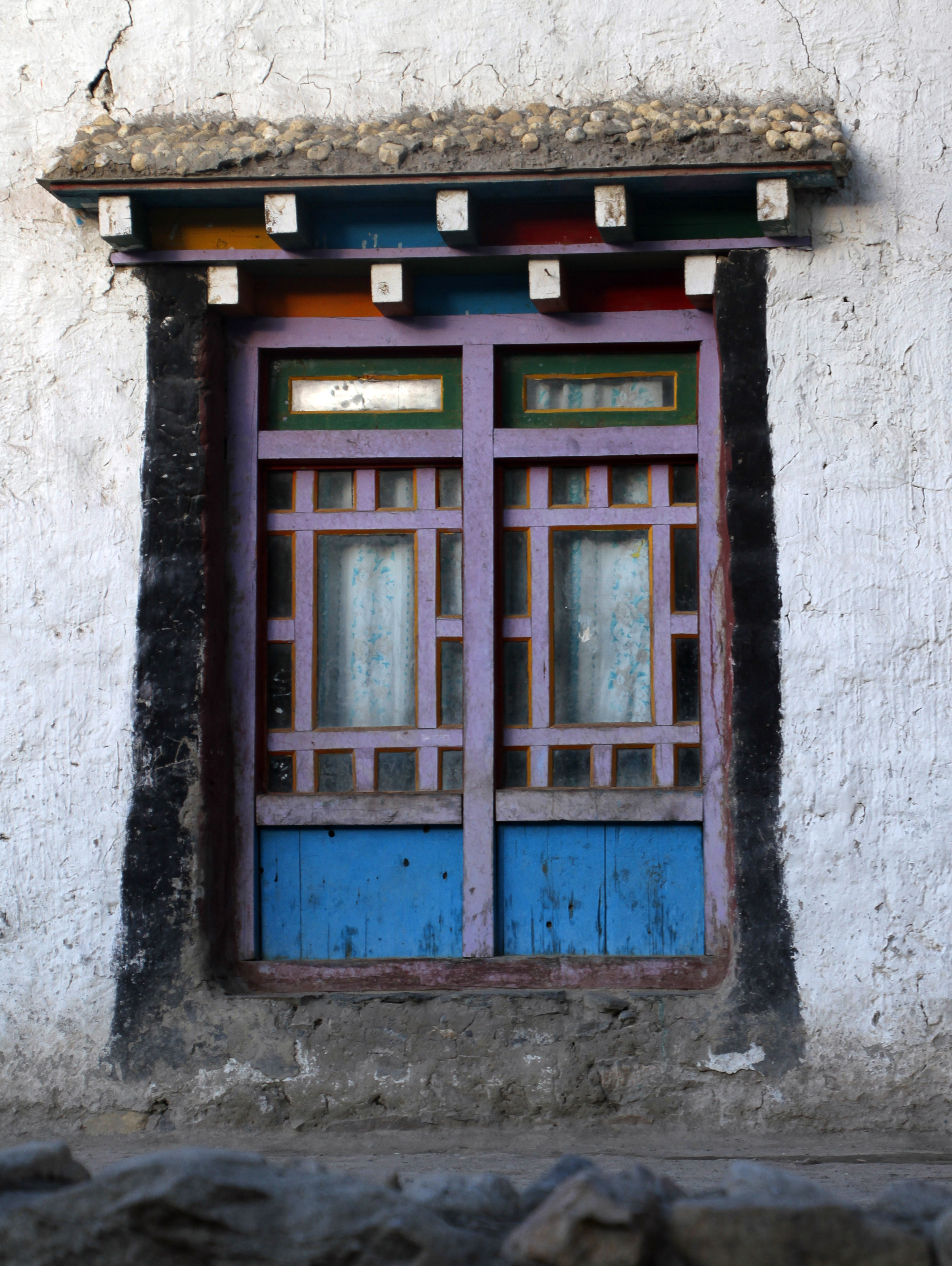
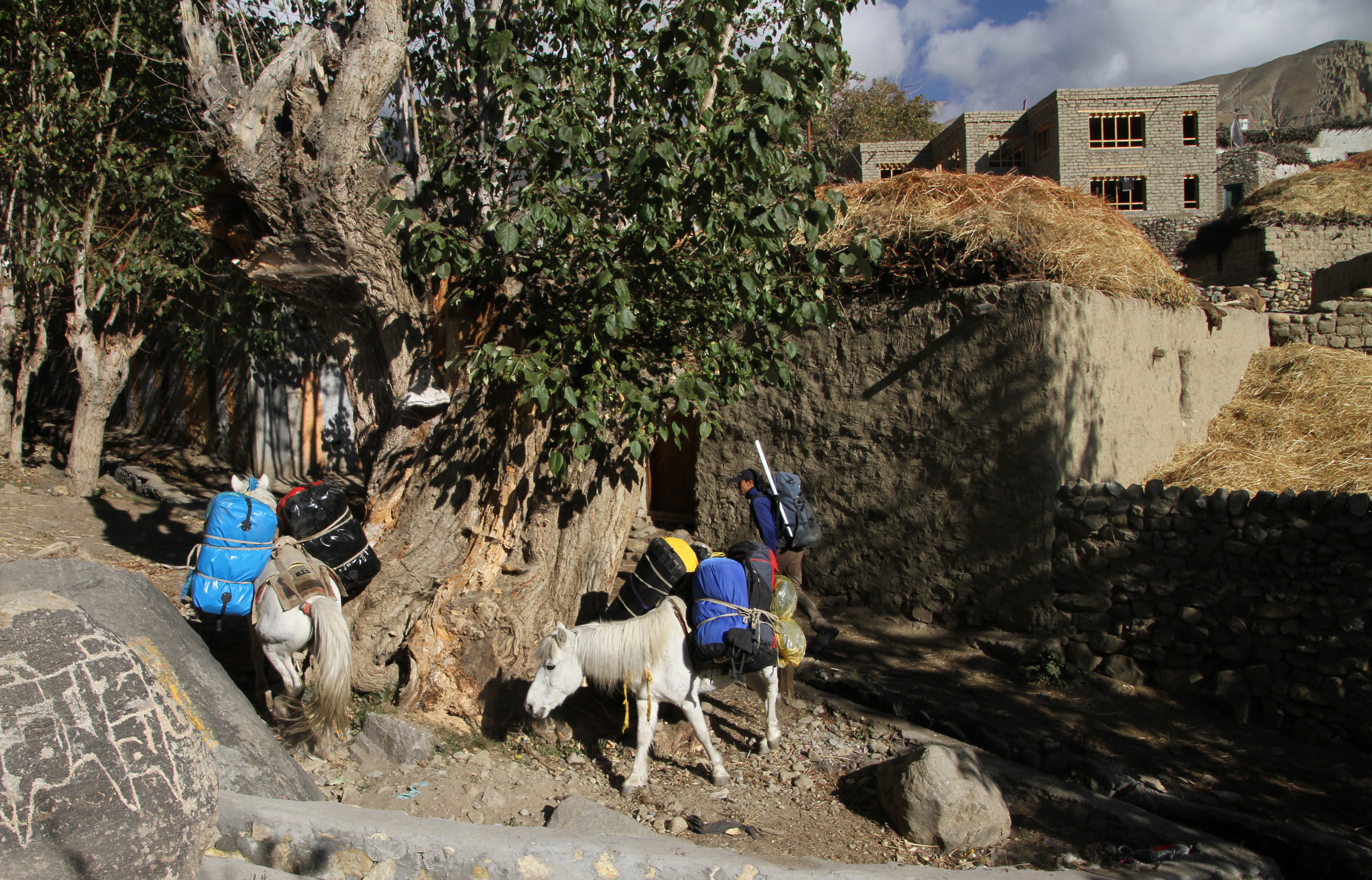
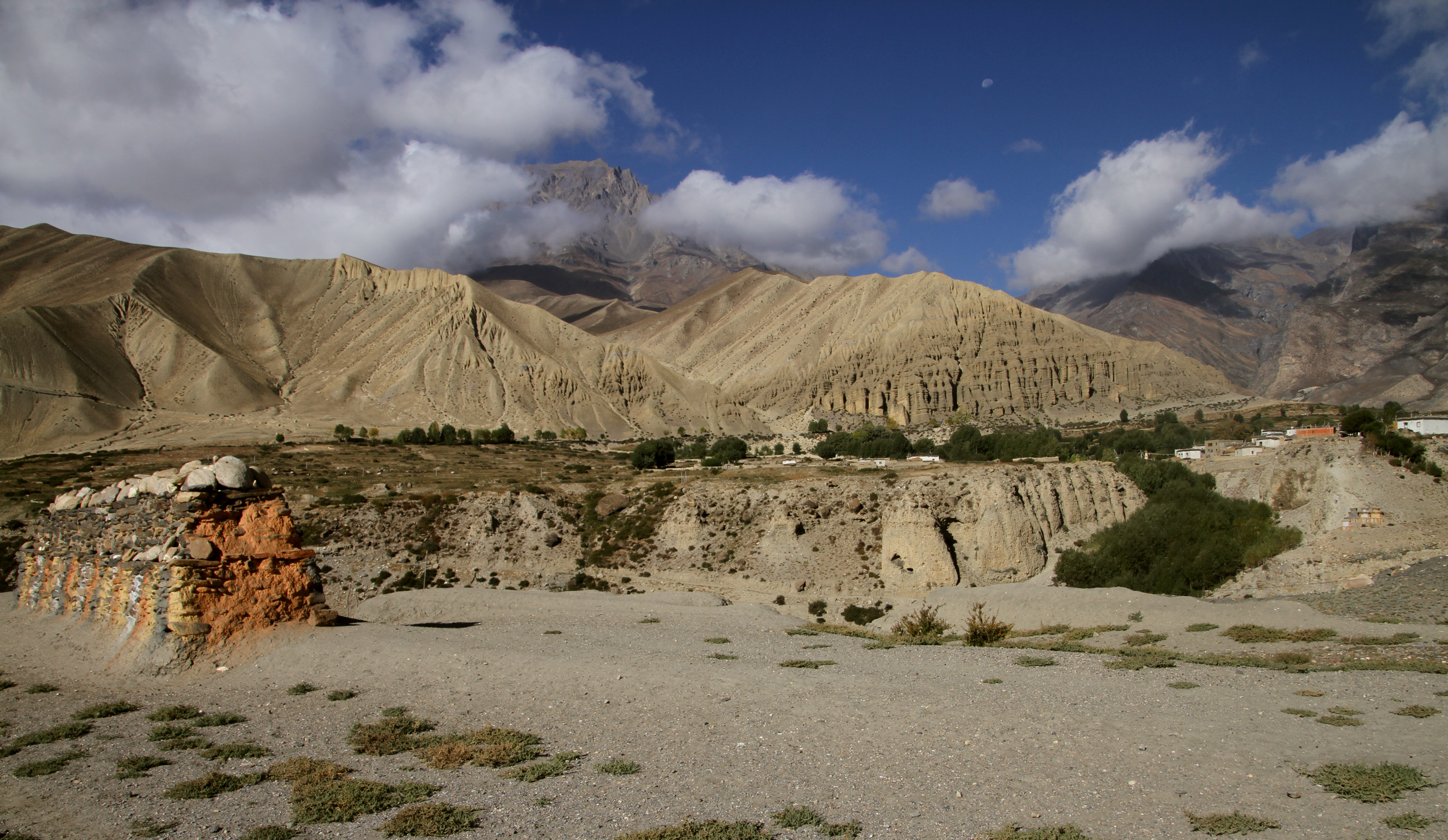